# John Davenport (Politiker, 1788)
John Davenport (* 9. Januar 1788 bei Winchester, Virginia; † 18. Juli 1855 in Woodsfield, Ohio) war ein US-amerikanischer Politiker. Zwischen 1827 und 1829 vertrat er den Bundesstaat Ohio im US-Repräsentantenhaus.

## Werdegang
John Davenport besuchte die öffentlichen Schulen seiner Heimat. Im Jahr 1818 zog er nach Ohio, wo er im Handel arbeitete. In den 1820er Jahren schloss er sich der Bewegung gegen den späteren Präsidenten Andrew Jackson an und wurde Mitglied der kurzlebigen National Republican Party. In den Jahren 1824, 1827 und 1830 saß er als Abgeordneter im Repräsentantenhaus von Ohio; von 1825 bis 1826 gehörte er dem Staatssenat an.
Bei den Kongresswahlen des Jahres 1826 wurde Davenport im zehnten Wahlbezirk von Ohio in das US-Repräsentantenhaus in Washington, D.C. gewählt, wo er am 4. März 1827 die Nachfolge von Thomas Shannon antrat. Da er im Jahr 1828 nicht bestätigt wurde, konnte er bis zum 3 März 1829 nur eine Legislaturperiode im Kongress absolvieren. Diese Zeit war von heftigen Diskussionen zwischen den Anhängern von Andrew Jackson sowie denen von Präsident John Quincy Adams und Henry Clay bestimmt.
Nach dem Ende seiner Zeit im US-Repräsentantenhaus wurde John Davenport zwei Mal von der Legislative zum Richter im Gerichtsbezirk des Monroe County gewählt. Er starb am 18. Juli 1855 in Woodsfield und wurde in Barnesville beigesetzt.